# Сарап, Ааво
Ааво Сарап (эст. Aavo Sarap; 21 апреля 1962, Таллин) — советский футболист, полузащитник, эстонский футбольный тренер и телекомментатор.

## Биография

### Карьера игрока
В качестве футболиста выступал в соревнованиях коллективов физкультуры за таллинскую «Норму». В 1979 году стал чемпионом Эстонской ССР, а в 1986 году — серебряным призёром. Два сезона (1983—1984) играл во второй лиге СССР в составе таллинского КСМК.

### Тренерская карьера
Начал тренерскую карьеру во второй половине 1980-х годов, работал в тренерском штабе «Нормы», СК Морского района Таллина и команде «Пантрид».
В 1994—1995 ассистировал Роману Убакиви в «Флоре». В мае 1995 года короткое время исполнял обязанности главного тренера сборной Эстонии, заменяя того же Убакиви, под его руководством сборная приняла участие в Кубке Балтии и проиграла оба матча — Латвии (0:2) и Литве (0:7).
Во второй половине 1990-х годов работал в клубах «Лелле» и «Курессааре». В части сезона 2003 года снова возглавлял «Курессааре».
В 2004 году возглавил таллинский «Калев» и вывел его из второй лиги в первую, а затем и в высшую. В 2007 году привёл команду к шестому месту в высшей лиге, и тем самым сделал её сильнейшей среди любительских коллективов Эстонии.
В августе 2009 года покинул «Калев» и возглавил финский «Атлантис», но проработал там только до конца сезона, а команда вылетела из первого дивизиона во второй. В 2010—2011 годах тренировал финский «Гнистан». В 2012 году получил тренерскую лицензию УЕФА.
В последние годы работает футбольным комментатором на эстонском телевидении.